# 匹克體育
匹克體育用品有限公司（Peak Sport Products Co Limited），是一间总部位于福建省泉州市的体育用品公司，總公司在泉州市丰泽区东海街道东宝工业区匹克大厦，產品主要是自創品牌匹克牌运动鞋 - 籃球鞋、跑步鞋和综训鞋。
許景南及其家族持有股份佔匹克體育已發行股本65.49%。

## 2011全年
- 營業額約46.47億人民幣
- 純利7.78億人民幣
- 存貨金額4.21億元
- 應收賬10.89億元
- 分店7806家
- 平均單店產生批發收入（營業額除以分店總數）59.5萬元

## 形象代言人
- 篮球：托尼·帕克、本诺·尤德里、安德鲁·尼科尔森、乔治·希尔、德怀特·霍华德、迈尔斯·普拉姆利、蔡斯·巴丁格、卡尔·兰德里、路•威廉斯、安德魯·維金斯
- 网球：奥尔加·加沃尔索娃、卡丽娜·沃斯科波娃、简斯、文斯娜·杜朗特斯、妮娜·布拉齐科娃、卡塔琳·马洛西、伊莉娜·布尔雅楚克
- 明星：吳磊

## 赞助联赛
- 排球：中國排球超級聯賽（男子/女子）

## 贊助活動
- FIBA
- 女子网球联合会（WTA）
- 2020奧林匹克運動會巴西隊

## 外部參考
- 官方網址